# Montgardon
Montgardon település Franciaországban, Manche megyében. Lakosainak száma 472 fő (2018. január 1.). Montgardon Angoville-sur-Ay, Bretteville-sur-Ay, Glatigny, La Haye, Saint-Germain-sur-Ay, Saint-Symphorien-le-Valois és Surville községekkel határos.

## Népesség
A település népességének változása:
| Lakosok száma | 485  | 477  | 410  | 386  | 417  | 405  | 420  | 433  | 474  | 472  |
|               | 1962 | 1968 | 1982 | 1990 | 1999 | 2008 | 2011 | 2013 | 2017 | 2018 |